# Ларен
Ларен (нидерл. Laren) — община и город на востоке провинции Северная Голландия, в регионе нидерл. het Gooi, около Хилверсюма. В 2007 году община Ларен стояла на втором месте в Нидерландах по цене жилья после Бларикюма, в 2008 на шестом среди самых богатых общин Нидерландов. Название происходит от нидерландского слова «Laar» — «поляна». Около города расположены вересковые пустоши.

## История

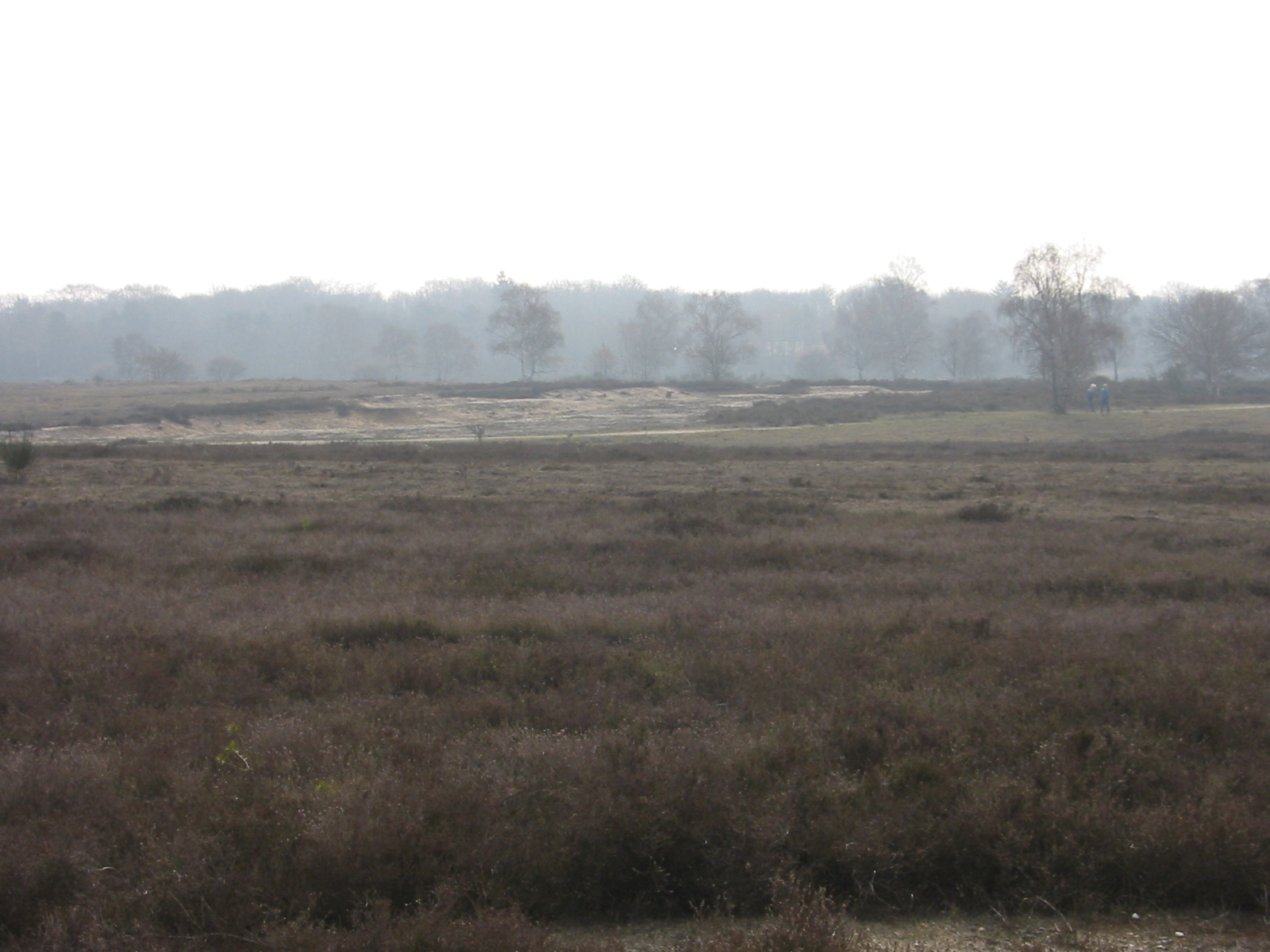
Вересковая пустошь около Ларена

В 1085 году епископ Утрехта основал на холме, известном с тех пор как холм святого Яна, базилику святого Яна. До 1892 года Ларен развивался как деревня, затем, с открытием линии парового трамвая (закрыта в 1930-е годы), связавшего Ларен с Амстердамом и Хилверсюмом, здесь начали селиться дачники и художники. В конце XIX века Ларен был известен своей художественной колонией, основателем и наиболее значительным представителей которой был Йозеф Исраэлс. Сюда приезжали также иностранные художники, например, немец Макс Либерман и американец Уильям Хенри Сингер, поселившийся в Ларене. Дом последнего в настоящее время превращён в музей. В 1980-е года Ларен окончательно превратился в загородную резиденцию для нуворишей и вышел на первые места в списке самых дорогих общин Нидерландов. В центре города более нет ни одной функционирующей фермы.

## Спорт
В общине существует одноимённый хоккейный клуб, основанный 15 ноября 1923 года. Команда трижды выигрывала чемпионат страны среди мужчин (1956, 1961, 1969) и заняла второе место в первом турнире Лиги Европейских чемпионов в 1969 году в Барселоне. Женская команда трижды (1968, 1969, 2003) становилась второй в чемпионате Нидерландов.

## Известные жители
- В доме для престарелых художников нидерл. Rosa-Spier-Huis провёл последние годы жизни график Мауриц Корнелис Эшер.
- В Ларене родился Хенк Заноли, отказавшийся от звания праведника мира.
- В Ларене родился известный латиноамериканский и мексиканский актёр и певец голландского происхождения Роберто Вандер.